# Atakhama
Atakhama ist eine finnische Death-Metal-Band aus Jyväskylä, die 2004 unter dem Namen Funeris Nocturnum gegründet wurde.

## Geschichte
Die Band wurde im April 2004 von dem Gitarristen Simo Rahikainen, dem Bassisten Matti Honkonen, dem Schlagzeuger Timo Häkkinen und dem Gitarristen Jaakko-Ville „J-V“ Hintikka gegründet, nachdem sie ihre vorherige Band Funeris Nocturnum aufgelöst hatten. Im Sommer, Frühling und Herbst arbeitete die Gruppe an Liedern, die sowohl aus neuem als auch aus älterem Material aus Funeris-Nocturnum-Zeiten bestanden. Zu diesem Zeitpunkt hatte diese neue Bandversion den Namen Funeris Nocturnum übernommen. Im August komplettierte der Sänger Jimmy Salmi die Besetzung. Nachdem die Band einen Plattenvertrag bei dem finnischen Label Woodcut Records unterzeichnet hatte, begab sie sich ins Studio, um ihr Debütalbum aufzunehmen. Existence Indifferent wurde von September bis November 2004 innerhalb von drei Wochen im Workshop Studio von Sami Kokko aufgenommen und abgemischt. Die Aufnahmezeit im Studio für das Album war noch damals in der alten Funeris-Nocturnum-Besetzung gebucht worden. Im Dezember wurde Atakhama als Bandname gewählt. Das Album erschien im April 2005. Im folgenden Jahr verließ Hintikka die Gruppe, woraufhin sie zu viert fortfuhr.

## Stil
Pete Pardo von seaoftranquility.org ordnete Existence Indifferent dem Death Metal zu, der geradlinig, technisch etwas anspruchsvoll und aggressiv sei. Charakteristisch seien Twin-Gitarren-Harmonien, „knüppelnde“ Riffs, Blastbeats und Growling. Als Vergleiche gab er Behemoth, Decapitated, Bloodbath, Morbid Angel, Vader und Zyklon an. PoT von stormbringer-metal.de schrieb in seiner Album-Rezension, dass auf diesem Death Metal zu hören ist. Dabei stünden Triolen-Passagen und Blastbeats im Wechsel, während der Gesang variabel und – für eine finnische Band untypisch – ohne Akzent sei. Zudem hörte er Einflüsse von Atheist, Nile und Death heraus.

## Diskografie
- 2005: Existence Indifferent (Album, Woodcut Records)